# Nervy Nat Kisses the Bride
Nervy Nat Kisses the Bride er en amerikansk stumfilm fra 1904 af Edwin S. Porter.